# Piano frontale

Piano sagittale, piano frontale e piano trasversale (posizione non anatomica).

Il piano frontale o piano coronale è un piano che corre parallelo alla fronte (o alla sutura coronale); è uno dei principali piani anatomici.
Il piano coronale che suddivide il corpo in due metà di massa uguale è detto mediano. I piani coronali anteriori a questo (cioè verso l'osservatore) saranno detti "anteriori" o "ventrali", mentre "posteriori" o "dorsali" gli altri.
In tal modo si può distinguere una faccia ventrale, o anteriore, dell'avambraccio o della coscia, per esempio.
Nella mano la faccia anteriore è detta anche "palmare", mentre la faccia anteriore del piede è detta anche "superiore" o "dorsale", mentre "plantare" la faccia "inferiore".
I movimenti che avvengono lungo il piano coronale sono quelli di inclinazione laterale del busto, detto anche flessione (destra e sinistra).

Per quanto riguarda gli arti si parla di abduzione, se ci si allontana dal corpo, o di adduzione, se ci si avvicina.

Per quanto concerne i movimenti delle dita, si considera un asse che passa per il dito medio: un movimento che allontana le altre dita dal medio è detto di "abduzione", mentre un movimento che avvicina le dita al medio è detto di "adduzione".